# Touch (NEWS의 음반)
《touch》(터치)는 NEWS의 1번째 정규 음반이다.

## 개요
데뷔 싱글 〈NEWS 일본〉부터 세 번째 싱글 〈체리시〉까지 포함된 첫 번째 정규 음반이다. 완전 초회 한정반은 14곡에 특전 DVD가 첨부되었고, 통상반에는 보너스 트랙이 추가되어 특전 DVD 없이 16곡이 수록되어 있다.
본 앨범이 오리콘 주간 앨범 차트 1위를 획득해 NEWS는 메이저 데뷔 싱글 〈희망~Yell~〉 이후 4작품 연속 1위에 올랐다.

## 수록곡
1. 希望～Yell～ / 희망~Yell~
작사·작곡·편곡: 이데 코지
2. きらめきの彼方へ / 반짝임의 저편으로
작사·작곡·편곡: 사카이 미키오
3. 紅く燃ゆる太陽 / 붉게 타오르는 태양
작사: Satomi / 작곡: Shusui, Stefan Engblom, Axel Belinder / 편곡: Shusui, Stefan Engblom, Axel Belinder, 나카니시 료스케
4. I・ZA・NA・I・ZU・KI
작사: 콘도 나츠코 / 작곡: Joey Calbone, David Kater, Jay Condiotti / 편곡: 스즈키 Daichi 히데유키
5. LOVE SONG - 야마시타 토모히사
작사·작곡: 야마시타 토모히사 / 편곡: HIKARI
6. ずっと / 계속 - 마스다 타카히사, 테고시 유야
작사: 콘도 나츠코 / 작곡: 우에노 히로시 / 편곡: h-wonder
7. High TEN! - 코야마 케이치로, 마스다 타카히사, 카토 시게아키, 쿠사노 히로노리
작사: 키즈키 미히로 / 작곡·편곡: 마에지마 야스아키
8. 恋焼け / 사랑의 상처일뿐 - 니시키도 료, 테고시 유야, 쿠사노 히로노리
작사: 키즈키 미히로 / 작곡·편곡 : Shusui, Henric Uhrbom, Julius Bengtsson
9. 疾走! Friday Night / 질주! Friday Night - 니시키도 료, 우치 히로키
작사·작곡: 마츠키 타이지로 / 편곡: Scoobie Do
10. Say Hello
작사: ARCHIBOLD, 아츠지 마코토, 하루카즈 아야 / 작곡: ARCHIBOLD / 편곡: PE'Z
11. チェリッシュ / 체리시
작사·작곡·편곡: 후쿠시 켄타로
12. 柔らかなままで / 포근한 추억으로
작사·작곡: Ryoji(케츠메이시) / 편곡: NAOKI-T
13. NEWSニッポン / NEWS 일본
작사: KNM PROJECT / 작곡·편곡: 마카이노 코지
14. 夢の数だけ愛が生まれる＜A cappella version＞ / 꿈의 수만큼 사랑이 태어난다＜A cappella version＞
작사: zopp, 작곡: Larry Forsberg, Sven-inge Sjoberg, Lennart Wastesson / 편곡: 타카하시 테츠야
15. Stand Up＜Rock version＞ - 통상반 한정
작사·작곡: Richard Fairbrass, Christopher Fairbrass, Clyde Ward / 일본어 작사: 쿠로스 치히로 / 편곡: 나카니시 료스케
16. チェリッシュ＜Ryoji（from ケツメイシ）Remix＞ - 통상반 한정

## 특전 DVD
1. PRIVATE MOVIE - 2004년 9월에 열린 〈NEWS 프라이빗 파티〉에서 공개된 기획.
2. CONCERT - 2005년 봄에 열린 〈NEWSnowCONCERT〉에서 〈꿈의 수만큼 사랑이 태어난다〉를 부르는 영상.
3. MESSAGE - 첫 정규 앨범 발매에 관한 멤버들의 코멘트.

## 차트
- 주간 최고 순위 1위 (오리콘 차트)
- 주간 최고 순위 1위 (Five Music)
- 주간 최고 순위 2위 (G-Music)